# Anovelo da Imbonate
Anovelo da Imbonate (1300 - 1400) foi um pintor e miniaturista italiano que trabalhou em Milão e na Lombardia, sobretudo a serviço da corte da Casa de Visconti. Estudou na oficina de Giovanni di Benedetto da Como. Poucas de suas obras são documentadas com certeza. Algumas delas estão na Basílica de Sant'Ambrogio, na Basílica de Sant'Eustorgio e na Basílica de São Marcos, todas em Milão. Foi influenciado por Giotto e Giovanni da Milano.